# Nurzec (rzeka)
Nurzec – rzeka we wschodniej Polsce, prawy dopływ Bugu o długości 100,2 km i powierzchni dorzecza 2102 km². Odwadnia głównie Równinę Bielską oraz częściowo Wysoczyznę Wysokomazowiecką i Wysoczyznę Drohiczyńską.
Wypływa z bagien koło wsi Stawiszcze, tuż przy granicy z Białorusią, na południowy wschód od Czeremchy na wysokości około 180 m n.p.m., a do Bugu uchodzi w okolicy wsi Wojtkowice-Dady, około 10 km na południowy zachód od Ciechanowca na wysokości 105,4 m n.p.m.
Górny odcinek jest wyprostowany i uregulowany. Głębokość w nurcie nie przekracza 1,4 m, a szerokość koryta zwiększała się od 3,2 m na stopniu 1. do 7 m na stopniu 4.
Na odcinku do Brańska koryto miejscami ulega zwężeniu do 4 m i wcięciu w dno doliny, co jest spowodowane procesem erozyjnym, zaistniałym w wyniku nieprawidłowo przeprowadzanych prac melioracyjnych. Równocześnie głębokość Nurca przekraczała miejscami 3 m.
W dolnym biegu szerokość koryta naturalnie meandrującego Nurca dochodzi do 20 m. Rzeka ulega jednak wypłyceniu do głębokości 0,7–1,8 m. Wzdłuż brzegów licznie występują drzewa. Podłoże jest bardziej urozmaicone w żwir i kamienie.
Ciągłość rzeki przerwana jest wskutek zlokalizowania 3 małych elektrowni wodnych: Ciechanowiec, Kuczyn, Kostry-Podsędkowięta. Zbudowano również progi piętrzące o wysokości ok. 2,2–2,4 m,. Przy braku przepławek, uniemożliwiają wędrówkę ryb.
Główne dopływy:
- lewe: Nurczyk, Leszczka, Siennica, Kukawka, Pełchówka
- prawe: Bronka, Mianka[2] z Markówką

Na rzece istnieją dwa posterunki wodowskazowe IMiGW w miejscowościach: Boćki i Brańsk. W latach 1961–1985 czynny był również wodowskaz w Kozarzach, dwa kilometry poniżej Ciechanowca.
Ważniejsze miejscowości nad Nurcem: Czeremcha, Kleszczele, Boćki, Brańsk, Ciechanowiec.